# Ubaldo Terzano
Ubaldo Terzano est un chef opérateur et cadreur italien, surtout connu pour ses nombreuses collaborations avec le réalisateur Mario Bava.
En tant que chef opérateur, il a notamment travaillé sur Les Trois Visages de la peur (1963), Le Corps et le Fouet (1963) et Six Femmes pour l'assassin (1964) de Bava.
Terzano et Bava se seraient brouillés en 1964. Le biographe de Mario Bava Tim Lucas a déclaré dans son commentaire audio que Terzano refusait d'être interviewé.
En tant que cadreur, il a travaillé sur des films tels que Le Masque du démon (1960) de Bava, Enquête sur un citoyen au-dessus de tout soupçon (1970) et La classe ouvrière va au paradis (1971) d'Elio Petri, Le Venin de la peur (1971) de Lucio Fulci, Chair pour Frankenstein (1973) et Du sang pour Dracula (1974) de Paul Morrissey, ainsi que Les Frissons de l'angoisse (1975) de Dario Argento, parmi de nombreux autres titres.